# Micheline Bouchard
Micheline Bouchard (née le 22 avril 1947 à Montréal) est une ingénieure et une administratrice québécoise,.

## Biographie
Micheline Bouchard possède un baccalauréat en génie physique et une maîtrise en génie électrique de l’École polytechnique de Montréal,. 
Micheline Bouchard a occupé des postes de direction à Hydro-Québec, chez Hewlett-Packard, au sein des groupes DMR et CGI et au sein de ART Recherches et Technologies. Elle a aussi été présidente-directrice générale de Motorola Canada avant de devenir vice-présidente et directrice générale de Motorola,.
Elle a été présidente de l'Ordre des ingénieurs du Québec de 1978 à 1980 et présidente de l'Académie canadienne du génie en 2000.

## Distinctions
- Femme de Mérite – Y des femmes de Montréal (1994)
- Membre de l'Ordre du Canada (1995)
- Docteur honoris causa de l'Université Ryerson (1998)[5]
- Docteur honoris causa de l'Université McMaster (1998)
- Prix Mérite de l'Association des diplômés de l'École polytechnique de Montréal (1999)
- Docteur honoris causa de l'Université de Montréal (2000)
- Médaille d'or du Conseil canadien des ingénieurs (2000)
- Wired Woman de l'année, Wired Woman Society (2000)
- Docteur honoris causa de l'Université d'Ottawa (2001)
- Docteur honoris causa de l'Université de Waterloo (2002)
- Chevalière de l'Ordre national du Québec (2011)
- Grand prix d'excellence de l'Ordre des ingénieurs du Québec (2015)